# Charlotte-Marguerite de Montmorency

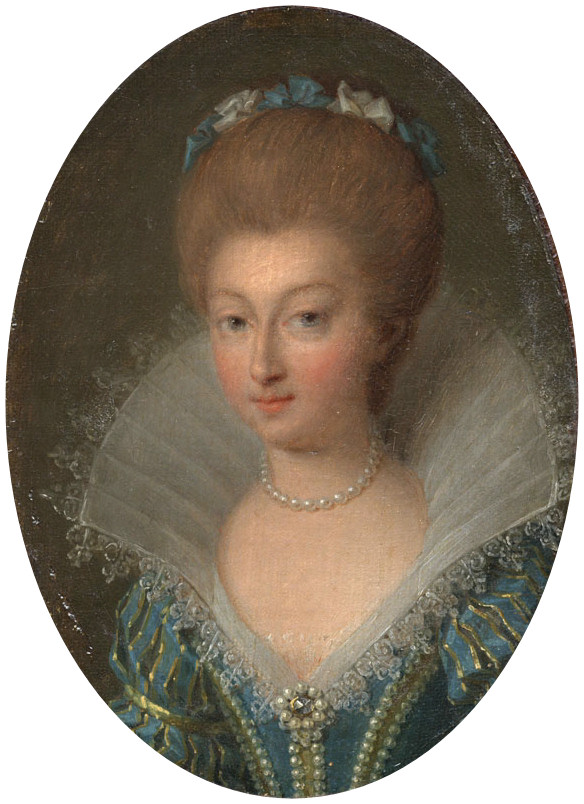
Charlotte-Marguerite de Montmorency

Charlotte-Marguerite de Montmorency, född 11 maj 1594, död 5 december 1650, var en fransk arvtagare: hertiginna av Montmorency genom arv och prinsessa av Condé genom giftermål. Hon är känd som föremål för kung Henrik IV av Frankrikes förälskelse: hennes make rymde med henne från Frankrike strax efter bröllopet för att förhindra kungen att göra henne till sin mätress.

## Biografi
Charlotte-Marguerite de Montmorency var dotter till hertig Henrik I av Montmorency och Louise de Budos. År 1609 gifte hon sig med Henrik II av Bourbon, prins av Condé. Henrik IV var förälskad i henne. För att förhindra att han tog henne till mätress, rymde paret från Frankrike till Spanska Nederländerna.
Paret återvände inte till Frankrike förrän efter kungens död 1610. Makarna tillhörde oppositionen mot favoriten Concini, och satt därför fängslade i Vincennes 1616–1620. De tillhörde oppositionen mot Richelieu, men deltog inte i intriger mot honom.
Då hennes barnlöse bror Henrik II av Montmorency avled 1632 ärvde hon själv titeln och positionen hertiginna av Montmorency med tillhörande landområden, egendom och privilegier. Hon hade utan framgång försökt övertala kungen att avstå från att avrätta hennes bror, och då hon misslyckades, övergav hon hovet och drog sig tillbaka till sina gods.
Charlotte-Marguerite de Montmorency återvände till det franska hovet 1643 på grund av sin vänskap med den nya regenten, Anna av Österrike.